# Кульчицький Олег Володимирович
Оле́г Володи́мирович Кульчи́цький (нар. 9 березня 1958, Теребовля, Тернопільська область, УРСР, СРСР) — український музикант, композитор, скрипаль. Заслужений артист України (1997). Народний артист України (2018). Президент Західноукраїнської мистецької асоціації «МУЗА», художній керівник Гурту Олега Кульчицького.

## Життєпис
Народився 9 березня 1958 у м. Теребовля, Тернопільська область.
Закінчив Тернопільське музичне училище, Львівську консерваторію (нині музична академія).

## Творчість
Виступав із ВІА «Ватра». 1988 створив ансамбль «Гурт Олега Кульчицького», який підготував понад 15 програм: «Сійся-родися», «В Україні дзвонять дзвони», «Блукаюча зоря», «Струни серця» та ін. Дав понад 600 сольних концертів у м. Львів, близько 100 — у місті Київ; гастролював у Бельгії, Канаді, Німеччині, США, Франції, Шотландії та ін. країнах. Автор музики до пісень.
Як скрипаль брав участь у більш ніж 50-ти концертах на сцені Національного Палацу «Україна» в Києві, представляв мистецтво України на самітах президентів і прем'єр-міністрів країн СНД, азійських та європейських країн. У 2002 році виступав на днях України в Білорусі — «Слов'янський базар», днях України в Росії — Сибір, днях України в Туркменістані, у саміті ГУАМ (Ялта) та інших.